# Пирс, Джастин
Джа́стин Чарльз Пирс (англ. Justin Charles Pierce; 21 марта 1975 — 10 июля 2000) — американский профессиональный скейтбордист и актёр. Свою дебютную роль сыграл в фильме Ларри Кларка «Детки» в 1995 году.

## Биография
Джастин Пирс родился в Лондоне 21 марта 1975 года. Детство провел в Марбл-Хилле, в Бронксе, Нью-Йорк. Мать имеет валлийское происхождение, а отец американское. Семейная жизнь родителей Джастина не была счастливой, они развелись, когда Пирсу-младшему было 15 лет.(по другим сведениям он вообще не знал своего отца) Частые ссоры и скандалы в семье привели к тому, что Джастин рос хулиганом, часто воровал в магазинах, убегал из дома, рано начал курить и употреблять алкоголь, прогуливал школу, впоследствии из которой был отчислен. Джастин нашёл себя в катании на скейтборде, которому посвящал всё свободное время, именно этот факт и повлиял на его будущее.
Джастин Пирс часто проводил время в центральном городском парке, где вместе со своими приятелями катался на скейтборде, именно там его заметил режиссёр Ларри Кларк. Так Пирс получил свою первую роль Каспера в фильме 1995 года «Детки».
За свою актёрскую карьеру Джастин Пирс снялся с такими знаменитостями, как Ник Чинланд в фильме «Братский поцелуй» и Айс Кьюбом и Майком Эппсом в фильме «Следующая пятница».

## Личная жизнь
В 1999 году Джастин Пирс женился на Джине Риццо в Лас-Вегасе.

## Смерть
10 июля 2000 года Джастин Пирс покончил жизнь самоубийством. Его нашли повешенным в своём номере отеля Белладжио в Лас-Вегасе. Также в номере были найдены две предсмертные записки.

## Фильмография
| Год  |     | Русское название           | Оригинальное название      | Роль             |
| ---- | --- | -------------------------- | -------------------------- | ---------------- |
| 1995 | ф   | Детки                      | Kids                       | Каспер           |
| 1996 | кор | —                          | Nothing to Believe In      | н/д              |
| 1997 | ф   | Братский поцелуй           | A Brother’s Kiss           | Лекс в молодости |
| 1997 | тф  | Впервые осуждённый         | First Time Felon           | Эдди             |
| 1998 | ф   | —                          | Too Pure                   | Лео              |
| 1998 | ф   | Дикие лошади               | Wild Horses                | новичок          |
| 1998 | ф   | —                          | Myth America               | н/д              |
| 1999 | ф   | Закон мести                | Out in Fifty               | Фредди           |
| 1999 | ф   | Я возьму тебя туда…        | I’ll Take You There        | н/д              |
| 1999 | ф   | —                          | Freak Weather              | доставщик пиццы  |
| 1999 | ф   | Голубиное гнездо           | Pigeonholed                | Девон            |
| 1999 | ф   | Большая стрижка            | The Big Tease              | скейтбордист     |
| 2000 | ф   | Следующая пятница          | Next Friday                | Роуч             |
| 2000 | с   | Малкольм в центре внимания | Malcolm in the Middle      | Джастин          |
| 2000 | ф   | Шантаж                     | BlackMale                  | Лютер Райт       |
| 2000 | ф   | Король джунглей            | King of the Jungle         | Лил Мафия        |
| 2000 | тф  | Так кончается мир          | This Is How the World Ends | зомби            |
| 2002 | ф   | —                          | Looking for Leonard        | Шеви             |